# Olten
Olten är en stad och kommun i kantonen Solothurn i Schweiz. Staden är huvudort i distriktet med samma namn och administrativt centrum för amtet Olten-Gösgen.

## Historia
Romarna anlade ett Vicus där vägarna Aventicum (Avenches) - Vindonissa (Windisch) och Augusta Raurica (Augst) - Sursee korsade Aare. Befolkningen var uppskattningsvis 1000 personer.  Bosättningen förstördes runt år 275, varefter romarna återuppbyggde och befäste den.

Staden återinrättades under medeltiden av frohburgarna och benämns 1201 Oltun. År 1395 fick staden rätt att hålla marknad varje vecka.
Efter att Olten under 1400-talet kommit under Solothurns inflytande beskars stadens självständighet och under perioden 1653-1817 indrogs även stadsrättigheterna. Protesterna mot det aristokratiska kantonsstyret år 1830 leddes av Olten-bon Josef Munzinger som senare invaldes i det första förbundsrådet. År 1850 hade staden 1 634 invånare men sedan järnvägen anlagts under 1850-talet växte befolkningen snabbt.

## Läge och stadsbild
Staden genomflyts av Aare och omges av tre bergsområden: i norr Jurabergen, i sydväst Born och i sydost Säli och Engelberg. Den gamla stadskärnan står på Aares vänstra strand, vid ån Dünnerns tillflöde. Norr och väster därom ligger dagens centrum med förvaltningsbyggnader, affärer och museer. Flera broar, bland annat en täckt träbro från början av 1800-talet leder till högra stranden med  järnvägsstation och utbildningsinstitutioner.

## Kommunikationer
Olten är en av Schweiz viktigaste järnvägsknutar med täta förbindelser till Basel, Zürich, Luzern, Bern och Biel.
Närmaste motorvägsavfarter ligger 6 kilometer från centrum.

## Näringsliv och service
Tjänsteföretag som SBB är viktiga arbetsgivare. Staden är ett regionalt centrum med gymnasium, fackhögskola och sjukhus. Här finns även amtets domstol och förvaltningskontor.

## Demografi
Kommunen Olten har 18 715 invånare (2023).
|  | Tyska (83,1 %) |

|  | Franska (1,0 %) |

|  | Italienska (5,3 %) |

|  | Rätoromanska (0,1 %) |

|  | Övriga (10,5 %) |

|  | Tyska (83,7 %) |

|  | Franska (1,1 %) |

|  | Italienska (3,0 %) |

|  | Rätoromanska (0,2 %) |

|  | Övriga (12,1 %) |

Uppgifterna från 2000 är baserade på en folkräkning.
Uppgifterna från 2014 är baserade på fem på varandra följande årliga strukturundersökningar. Resultaten extrapoleras. De bör tolkas med försiktighet i kommuner med mindre än 3 000 invånare.